# Gaucín
Gaucín er en by og kommune i det sydlige Spanien i provinsen Málaga. Den har et indbyggertal på 1.591 (2024) indbyggere.